# Coupe Gambardella 2000-2001
Navigation
Édition précédente Édition suivante
La coupe Gambardella 2000-2001 est la 47e édition de l'épreuve organisée par la Fédération française de football et ses ligues régionales. La compétition est ouverte aux équipes de football de jeunes dans la catégorie des 18 ans. La compétition comprend une première phase régionale suivi d'une phase nationale comportant huit tours.
Le vainqueur de l'édition 2000-2001, l'AJ Auxerre est sorti de la coupe Gambardella au stade des quarts de finale. La finale est remportée par le FC Metz face au Stade Malherbe Caen.

## Compétition

### Trente-deuxièmes de finale
Les matchs se déroulent le week-end des 17 et 18 février 2001 sur le terrain du club premier nommé,.
| Équipe 1                      | Résultat | Équipe 2               | T.a.b. |
| ----------------------------- | -------- | ---------------------- | ------ |
| Le Mans UC                    | 2-1      | Chamois niortais       |        |
| Paris FC                      | 0-0      | Thionville FC          | 4-2    |
| USJA Carquefou                | 1-2      | Stade rennais          |        |
| FC Mulhouse                   | 0-3      | RC Strasbourg          |        |
| SO Cholet                     | 1-1      | Angoulème CFC          | 3-4    |
| Besançon RC                   | 1-1      | AS Beauvais            | 4-2    |
| EA Guingamp                   | 0-1ap    | FC Nantes              |        |
| Olympique Saint-Quentin       | 1-1      | Jarville JF            | 4-2    |
| Tours FC                      | 1-1      | SO Châtellerault       | 4-3    |
| FC Bourg-Péronnas             | 0-2      | AJ Auxerre             |        |
| RC La Flèche                  | 0-3      | FC Lorient             |        |
| AS Montferrand                | 1-8      | Olympique lyonnais     |        |
| AGL Fougères                  | 4-3      | ES Saint-Avé           |        |
| Nîmes Olympique               | 1-1      | Montpellier HSC        | 6-5    |
| FCO Saint-Jean de la Ruelle   | 1-2ap    | FC Rouen               |        |
| ASOA Valence                  | 2-2      | AS Saint-Étienne       | 3-4    |
| USON Mondeville               | 1-1      | Stade lavallois        | 3-4    |
| AS Monaco                     | 3-0      | Olympique de Marseille |        |
| CS Avion                      | 0-8      | RC Lens                |        |
| Aubagne FC                    | 1-1      | CS Louhans-Cuiseaux    | 2-3    |
| ESC Coulogne                  | 0-0      | LOSC Lille Métropole   | 4-5    |
| Rhodia CF Péage-de-Roussillon | 0-1      | FC Vaulx-en-Velin      |        |
| Calais RUFC                   | 1-3      | Red Star 93            |        |
| US Castanet                   | 2-0      | Olympique d'Alès       |        |
| Amiens SCF                    | 2-2      | Paris SG               | 2-3    |
| Rodez AF                      | 0-4ap    | Girondins de Bordeaux  |        |
| US Lillebonne                 | 0-5      | SM Caen                |        |
| FC Libourne-Saint-Seurin      | 0-2      | Pau FC                 |        |
| FC Le Bourget                 | 3-3      | AS Nancy-Lorraine      | 5-3    |
| Jeunesse Villenavaise         | 0-3      | Stade bordelais        |        |
| JA Armentières                | 2-2      | FC Metz                | 2-3    |
| AS Cannes                     | 2-2      | OGC Nice               | 2-3    |

### Seizièmes de finale
Le tirage des 16e de finale de l'épreuve est effectué le 22 février par deux joueurs du FC Nantes Mehdi Leroy et Goran Rubil. Les rencontres ont lieu le week-end des 3 et 4 mars 2001 sur le terrain du club premier nommé,.
| Équipe 1                | Résultat | Équipe 2              | T.a.b. |
| ----------------------- | -------- | --------------------- | ------ |
| LOSC Lille Métropole    | 0-2      | RC Lens               |        |
| CS Louhans-Cuiseaux     | 0-1      | AJ Auxerre            |        |
| AGL Fougères            | 0-11     | SM Caen               |        |
| OGC Nice                | 1-1      | AS Monaco             | 3-4    |
| Olympique Saint-Quentin | 3-2      | FC Rouen              |        |
| FC Le Bourget           | 0-6      | AS Saint-Étienne      |        |
| Stade lavallois         | 1-1      | Paris SG              | 0-3    |
| Angoulème CFC           | 1-1      | Girondins de Bordeaux | 3-4    |
| Paris FC                | 0-2      | Red Star 93           |        |
| FC Vaulx-en-Velin       | 0-2      | Nîmes Olympique       |        |
| Besançon RC             | 1-1      | FC Metz               | 4-5    |
| Pau FC                  | 1-3      | FC Nantes             |        |
| Olympique lyonnais      | 4-1ap    | Le Mans UC            |        |
| Stade bordelais         | 1-2      | FC Lorient            |        |
| Tours FC                | 1-1      | RC Strasbourg         | 6-5    |
| US Castanet             | 1-8      | Stade rennais         |        |

### Huitièmes de finale
Les huitièmes de finale ont lieu le 24 mars sur le terrain du club premier nommé.
| Équipe 1                | Résultat | Équipe 2              | T.a.b. |
| ----------------------- | -------- | --------------------- | ------ |
| AJ Auxerre              | 3-2      | AS Monaco             |        |
| Olympique Saint-Quentin | 0-3      | Red Star 93           |        |
| FC Nantes               | 0-0      | Girondins de Bordeaux | 0-3    |
| FC Lorient              | 2-4      | Stade rennais         |        |
| Tours FC                | 1-1      | SM Caen               | 2-4    |
| FC Metz                 | 4-1      | Nîmes Olympique       |        |
| AS Saint-Étienne        | 2-2      | Olympique lyonnais    | 3-5    |
| Paris SG                | 4-2      | RC Lens               |        |

### Quarts de finale
Le tirage des quarts de finale ont lieu le 27 mars, les matchs sont joués le 8 avril,.
| Équipe 1              | Résultat | Équipe 2           | T.a.b. |
| --------------------- | -------- | ------------------ | ------ |
| AJ Auxerre            | 0-4      | SM Caen            |        |
| Girondins de Bordeaux | 1-1      | Paris SG           | 3-4    |
| Red Star 93           | 2-5ap    | Stade rennais      |        |
| FC Metz               | 3-1      | Olympique lyonnais |        |

### Demi-finale
Les rencontres se déroulent le 9 mai au stade Municipal Isidore Thivrier de Commentry,.
| Équipe 1      | Résultat | Équipe 2 | T.a.b. |
| ------------- | -------- | -------- | ------ |
| Stade rennais | 1-1      | FC Metz  | 4-5    |
| Paris SG      | 3-3      | SM Caen  | 6-7    |

### Finale
La finale a lieu au Stade de France le samedi 26 mai 2001 en lever de rideau de la finale de la Coupe de France opposant le Racing Club de Strasbourg à l'Amiens SCF. Elle est remportée 2-0 par le FC Metz devant le SM Caen,.
Les Messins, plus puissants et matures, marquent rapidement. Sur un coup franc lointain excentré à gauche, David Hatstadt profite de la position avancée de Benoît Murgia, le gardien caennais, pour frapper directement. Avec sa trajectoire lobée, le ballon heurte la barre transversale. Rebond favorable, le stoppeur lorrain Franck Béria place une tête gagnante. Sonné, le Stade Malherbe, et ses neuf joueurs descendus de l'équipe réserve de CFA du club, réagit. Bruno Grougi remonte les ballons et oriente le jeu sans que la défense messine ne plie. Organisée autour d'Ismaël Bouzid, elle repousse les tentatives de Jonathan Téhoué et procède en contre. Aux aguets, Séga-Doudou N'Diaye pique le ballon dans les pieds de Nicolas Seymour et s'en va tromper une seconde fois Murgia. Vexés, les Normands s'énervent en fin de rencontre et Ronald Zubar se fait exclure.
Il s'agit de la deuxième victoire du FC Metz dans l'épreuve,, après 1981.
Feuille de match
| Finale             | FC Metz | 2–0     | SM Caen | Stade de France                                 |                                                 |
| Samedi 26 mai 2001 | Franck Béria 10e · Séga N'Diaye 62e | (1–0)   | | Spectateurs : 40 000 Arbitrage : Nicolas Dedieu | Spectateurs : 40 000 Arbitrage : Nicolas Dedieu |
| Samedi 26 mai 2001 | Rapport |         | | Spectateurs : 40 000 Arbitrage : Nicolas Dedieu | Spectateurs : 40 000 Arbitrage : Nicolas Dedieu |
| Samedi 26 mai 2001 | Ludovic Butelle – Franck Béria, Freddy Lefort , Ismaël Bouzid - Christophe Walter ( 45e), Julien Humbert, Laurent Agouazzi - David Hatstadt (Josué Liotte 63e ), Ludovic Obraniak (Julien Bonnetaud 51e ) - Thibault Blachon (Jonathan Ujcic 51e ), Séga N'Diaye. · Entraîneur : Pascal Janin. | Équipes | Benoît Murgia - Émeric Sionkowski, Jérémy Sorbon ( 70e), Nicolas Seymour (Ronald Zubar 64e 75e, 83e), Julien Lorthioir - Rodolphe Perrigault, Bruno Grougi (Matthias Jouan 63e ), Reynald Lemaitre - Benoît Lesoimier, Jonathan Téhoué, Romain Michalak (Sigamary Diarra 62e ). · Entraîneur : Laurent Lesgent. | Spectateurs : 40 000 Arbitrage : Nicolas Dedieu | Spectateurs : 40 000 Arbitrage : Nicolas Dedieu |